# Подносова Ірина Леонідівна
Іри́на Леоні́дівна Подно́сова (рос. Ири́на Леони́довна Подно́сова, уроджена Луньова; 29 жовтня 1953, Псков, РРФСР, СРСР — 22 липня 2025, Москва, Росія) — російський юрист. Голова Верховного суду Російської Федерації з 17 квітня 2024 року і до самої смерті — 22 липня 2025 року. Заступник голови Верховного суду Російської Федерації — голова Судової колегії з економічних спорів Верховного суду Російської Федерації з 24 липня 2020 по 17 квітня 2024 року. Співголова Науково-консультативної ради, член Президії Верховного суду Російської Федерації. У 2018—2020 роках — голова Другого апеляційного суду загальної юрисдикції, у 2017—2018 роках — голова Ленінградського обласного суду. Однокурсниця президента Росії Володимира Путіна.

## Біографія
Народилася 29 жовтня 1953 року в місті Пскові. У 1970 році вступила на юридичний факультет Санкт-Петербурзького державного університету Ленінградського державного університету (спеціальність «правознавство»), навчалася на одному курсі з майбутнім президентом Росії Володимиром Путіним. Закінчила виш у 1975 році.
У 1975—1978 роках працювала консультантом відділу юстиції Леноблвиконкому. У 1978—1979 роках — юрист Вольського заводу будівельних виробів Саратовської області.
З 1979 року — на роботі у Вольському міському торзі Саратовської області, послідовно обіймала посади юрисконсульта, старшого юрисконсульта та начальника юридичного відділу.
У 1990 році стала суддею Лузького міського суду Ленінградської області, у 2003 році призначена на посаду голови цього суду. З 2002 по 2012 рік була членом Ради суддів Ленінградської області, у 2006—2008 та 2010—2012 роках обіймала посаду голови ради.
У 2013 році призначена на посаду заступника голови Ленінградського обласного суду. З 2016 року є членом Ради суддів Російської Федерації. У 2017 році очолила Ленінградський обласний суд, ставши його головою.
У 2018—2020 роках обіймала посаду голови Другого апеляційного суду загальної юрисдикції. «Через віковий ценз (70 років) 65-річна Ірина Подносова була призначена терміном на п'ять років замість передбачених шести», — зазначало видання «Коммерсантъ».
Постановою Ради Федерації Федеральних Зборів Російської Федерації від 24 липня 2020 року призначена заступником Голови Верховного суду Російської Федерації — головою Судової колегії з економічних спорів.
У лютому 2024 року помер голова Верховного суду Російської Федерації В'ячеслав Лебедєв. Єдиним учасником оголошеного після його смерті конкурсу на посаду керівника Верховного суду стала Ірина Подносова. 1 квітня 2024 року Вища кваліфікаційна колегія суддів одноголосно рекомендувала Подносову на посаду голови Верховного суду Російської Федерації. 17 квітня 2024 року Рада Федерації призначила Подносову головою Верховного суду РФ.
Мала найвищий кваліфікаційний клас судді.

## Смерть
Померла 22 липня 2025 року на 71-му році життя у Москві від онкологічного захворювання.

## Нагороди
- Орден Пошани (2022)[12];
- Почесна грамота Президента Російської Федерації (2023)[12].

## Оцінки
Заступник голови комітету Державної думи з економічної політики Артем Кир'янов зазначав, що на своїй посаді Подносова виступала ініціатором законопроєктів, що ведуть до декриміналізації економічних злочинів.